# Первомайский сельсовет (Бийский район)
Первомайский сельсовет — муниципальное образование со статусом сельского поселения и административно-территориальное образование в Бийском районе Алтайского края России. Административный центр — село Первомайское.

## Население
| 1997  | 1998  | 1999  | 2000  | 2001  | 2002  |
| ----- | ----- | ----- | ----- | ----- | ----- |
| 6023  | ↗6158 | ↗6224 | ↗6253 | ↗6305 | ↘6105 |
| 2003  | 2004  | 2005  | 2006  | 2007  | 2008  |
| ↗6121 | ↗6234 | ↗6266 | ↘6201 | ↗6206 | ↗6232 |
| 2009  | 2010  | 2011  | 2012  | 2013  | 2014  |
| ↗6241 | ↗6301 | ↘6299 | ↗6417 | ↗6477 | ↗6516 |
| 2015  | 2016  | 2017  | 2018  | 2019  | 2020  |
| ↗6548 | ↘6547 | ↗6576 | ↘6499 | ↘6448 | ↘6397 |
| 2021  |       |       |       |       |       |
| ↘6063 |       |       |       |       |       |

По результатам Всероссийской переписи населения 2010 года, численность населения муниципального образования составила 6301 человек, в том числе 2978 мужчин и 3323 женщины.

## Населённые пункты
В состав сельского поселения входит 5 населённых пунктов:
- посёлок Берёзовая Горка,
- посёлок Восточный,
- село Первомайское,
- посёлок Ягодный,
- посёлок Ясная Поляна.